# Благовещенская церковь (Кишинёв)
Благовещенская церковь (рум. Biserica Buna Vestire) — храм Кишинёвской епархии Русской православной церкви. Одно из старейших зданий в Кишинёве. 

## История
Церковь была построена капитаном Гавриилом Теринте в 1807—1810 годах на месте старой, разрушенной в ходе русско-турецких войн. В 1824 году двор церкви был обнесён каменной оградой. В 1910, 1913 и 1942 годах проводились капитальные ремонтные работы.
В 1952 году церковь была закрыта и в её здании расположился склад музейных экспонатов. С 1970-х годов здесь размещались мастерские министерства культуры МССР. В 1980-х здание было отреставрировано. В 1990 году возвращено верующим.

## Архитектура
Архитектура храма типична для молдавских церквей конца XVIII века. Церковь делится на три условные части: алтарь, наос и пронаос, с надстроенной двухъярусной колокольней. Декор здания выполнен в классическом стиле.